# Lucera
Lucera (lat. Luceria, grč. Lukeria) je grad i općina u južnoj talijanskoj regiji Apuliji, pokrajina Foggia.

## Povijest
U antici je bila poznata kao Lucera, mjesto oko kojega su se Rimljani i Samniti sukobili u Samnitskim ratovima. Godine 320. pr. Kr. tu je se naselilo 2.500 rimskih doseljenika te je postao jedan od glavnih rimskih saveznika.
God. 1224. je Fridrik II., car Svetog Rimskog Carstva, u Luceri nakon neuspjelog ustanka naselio oko 20.000 sicilijanskih muslimana držeći da će ih tako lakše držati pod kontrolom. Kolonija je prosperirala do 1300. god. kada ju je uništio Karlo II. Napuljski.

## Vanjske poveznice
- Službene internet stranice (tal.)

### Ostali projekti
|  | Zajednički poslužitelj ima još gradiva o temi Lucera |